# هانی السبتی
هانی السبتی (عربی: هاني نجم الدين عوض بيت سليم السبتي؛ زادهٔ ۲۷ فوریهٔ ۱۹۸۴) بازیکن فوتبال اهل عمان است.
از باشگاه‌هایی که در آن بازی کرده‌است می‌توان به باشگاه فوتبال ظفار اشاره کرد.
وی همچنین در تیم ملی فوتبال عمان بازی کرده‌است.